# 澳門基督教新教教會列表
本表列出澳門基督教新教教會。

## 中華基督教會
- 中華基督教會志道堂
- 中華基督教會澳門海南堂

## 基督教宣道會澳門聯會
- 宣道會新橋堂
- 宣道會台山堂
- 宣道會感恩堂
- 宣道會氹仔堂

## 澳門基督教協基會
- 活泉堂
- 活道堂
- 氹仔活石堂

## 宣道堂港澳區會
- 宣道堂總堂
- 台山宣道堂
- 潮語宣道堂
- 閩南宣道堂
- 建華宣道堂
- 氹仔宣道堂

週六崇拜：逢禮拜六下午6：00。主日崇拜：逢禮拜日早上9：00及11：00
- 下環宣道堂
- 沙梨頭宣道堂
- 筷子基宣道堂
- 新橋宣道堂
- 祐漢宣道堂
- 北區宣道堂
- 新口岸宣道堂

## 浸信宣道會
- 浸信宣道會頌愛堂
- 浸信宣道會頌望堂
- 浸信宣道會頌揚堂

## 澳門浸信會聯會
- 澳門浸信教會
- 二龍喉浸信會
- 下環浸信會 （页面存档备份，存于）
- 沙梨頭浸信會
- 白鴿巢浸信會 （页面存档备份，存于）
- 大埔浸信會澳門堂

## 香港聖公會澳門傳道地區
- 聖公會澳門聖馬可堂
- 聖公會澳門馬禮遜堂
- 聖公會澳門聖保羅堂
- 聖公會澳門聖士提反堂
- 聖公會澳門聖十架堂

## 神召會
- 澳門神召會
- 神召會澳門福音堂
- 澳門葡語神召會
- 神召會基督恩臨事工教會

## 香港宣教會（澳門區）
- 龍園堂（已合併）
- 恩悅堂（已合併）

## 廣安教會
- 廣安教會
- 廣安教會氹仔分會

## 其他教會
- GIG Life 實現站 (前為「澳門基督教牧鄰教會」)
- 中華傳道會澳門堂
- 中國信徒佈道會澳門恩慈堂
- 四方福音會澳門堂
- 協同會福音中心
- 金巴崙長老會澳門堂
- 香港基督教循道衛理聯合教會澳門堂
- 基督徒聚會中心
- 基督教平安教會
- 基督教門諾會澳門教會
- 基督教信望愛教會
- 基督教救世軍祐漢堂
- 基督教濠光堂
- 晨光福音堂
- 港澳信義會恩耆佈道所
- 聖約教會澳門堅中堂
- 聖道會宏恩堂
- 路德會聖保羅堂
- 榮基堂
- 播道會澳門使命團
- 澳門上帝五旬節會
- 澳門平安福音堂
- 澳門恩臨教會
- 澳門華人基督會
- 澳門基督教信恩堂
- （页面存档备份，存于）
- 澳門基督教錫安堂
- 澳門愛鄰之家
- 澳門新曙光教會
- 澳門韓國人基督教會
- 澳門基督徒愛心團契

## 其他舉行主日崇拜聚會之機構
- 澳門工業福音團契
- 基督教神愛社會服務中心